# قوس الأبهر الأيمن
قوس الأبهر الأيمن هو شكل تشريحي نادر يكون فيه قوس الأبهر على الجانب الأيمن بدلاً من الأيسر. أثناء تطور الجنين الطبيعي، يتكون القوس الأبهري من القوس الأبهر الرابع الأيسر والأبهر الظهري الأيسر. ففي الأشخاص الذين يعانون من قوس الأبهر الأيمن، يستمر الشريان الأبهر الأيمن بالنمو بدلاً من الأيسر ويختفي الأبهر الأيسر البعيد.

## الأعراض
لا يسبب قوس الأبهر الأيمن أعراضا بحد ذاته، فلم تتم ملاحظة أية أعراض على الغالبية العظمى الذين يعانون من قوس الأبهر الأيمن. ولكن عندما يكون مصحوبا بأعرض أخرى كتشوهات الأوعية الدموية فإنها قد تشكل ما يعرف بالحلقة الوعائية مسببة أعراضا كنتيجة للضغط على القصبة الهوائية والمريء.

## التغييرات الوظيفية للأعضاء
لاتزال مسببات ظهور قوس الأبهر الأيمن غير معروفة، ولقد وجد الحذف القاصي ل22q11، لدى الأشخاص الذين يعانون من قوس الأبهر الأيمن. كما تم إيجاده مصاحبا لأمراض جينية أخرى كالتلث الصبغي 21 (متلازمة داون).

## التشخيص
أثناء الحمل، قد تظهر أشعة الموجات فوق الصوتية قبل الولادة وجود شكل القوس غير الطبيعي ويعد هذا أكثر الطرق شيوعا لاكتشاف قوس الأبهر الأيمن في هذه الأيام. وفي بعض الأحيان حينما تتم مشاهدة قوس الأبهر الأيمن قبل الولادة, ويمكن أن يكون في الواقع عبارة عن قوسا أبهريا مزدوجا. أحيانا يكون مسح الرنين المغناطيسي للجنين مفيدا إذا كانت أشعة الموجات فوق الصوتية غير واضحة.
بعد الولادة، يتم تصوير القوس الأبهري الأيمن في التصوير الشعاعي للصدر، بواسطة مقبض الأبهر (الظل البارز للقوس الأبهري) والذي يقع يمين عظم الصدر بدلا من اليسار. الآفات المعقدة عادة مايتم اكتشافها عبر التصوير بالرنين المغناطيسي أو التصوير المقطعي.

### التصنيف
توجد هناك أنواعا عديدة من قوس الأبهر الأيمن، ومن أكثر الأنواع شيوعا، قوس الأبهر الأيمن المصحوب بالشريان تحت الترقوة الأيسر الشاذ ونوع الصورة المعكوسة. اختلاف شريان تحت الترقوة يرجع إلى مرض تشوه القلب الخلقي فقط في مجموعة قليلة العدد من المصابين. يرتبط نوع الصورة المعكوسة لقوس الأبهر الأيمن ارتباطا وثيقا بأمراض القلب الخلقية في أغلب الحالات رباعية فالو.

## التحكم
إذا كان القوس الأبهر الأيمن مرتبطًا برباط الأقنية الشرياني الأيسر (بقايا من الدورة الدموية للجنين والتي تشكل رباطًا بعد الولادة)،وبالتالي تتشكل حلقة وعائية حول الفصبة الهوائية. ولقد أظهرت بعض الدراسات أن مايقارب 1:4 من الأطفال لديهم أعراض الحلقة الوعائية. ولكن لا يزال هذا الأمر يتطلب المزيد من التحقيق. فالعديد من الأطفال بصحة جيدة. وهناك بعض الأدلة التي تشير إلى أن أعراض الحلقة الوعائية لا ترتبط بمظهر القصبة الهوائية لدى هؤلاء المرضى، ولذلك فلابد من عمل المزيد من الأبحاث والتحقيق في الامر. ومن الممكن تحقيق ذلك من خلال إجراء أشعة مقطعية متخصصة مع مراقبة المدة في الشهيق والزفير أو تنظير القصبة الهوائية والتنفس الحر.
إذا لزم الأمر، فإن إصلاح الحلقة الوعائية المكونة من قوس الأبهر الأيمن عادة ما يعتمد على تقسيم الرباط الأقني الشرياني من الجانب الأيسر (فهو لايعد هيكلًا أساسيا للقيام بدورة القلب لأنه لايعد وعاءًا بعد الولادة). عادة ما يتم إجراء ذلك من قبل جراحي القلب المختصين من جانب الصدر (شق الصدر) ولا يتطلب توقف القلب مثل العديد من جراحات القلب. قد يكون لدى بعض الأشخاص شريان تحت الترقوة الأيسر الشاذ( الشريان الموصول بالذراع الأيسر) وهذا قد يتطلب أيضا إعادة زرع لإنه يضيف المزيد من المشكلات للحلقة الوعائية.

## علم الأوبئة
يعد قوس الأبهر الأيمن نادر الحدوث، مع معدل انتشار بين البالغين يقدر بحوالي 0.01٪.